# النمو التعويضي

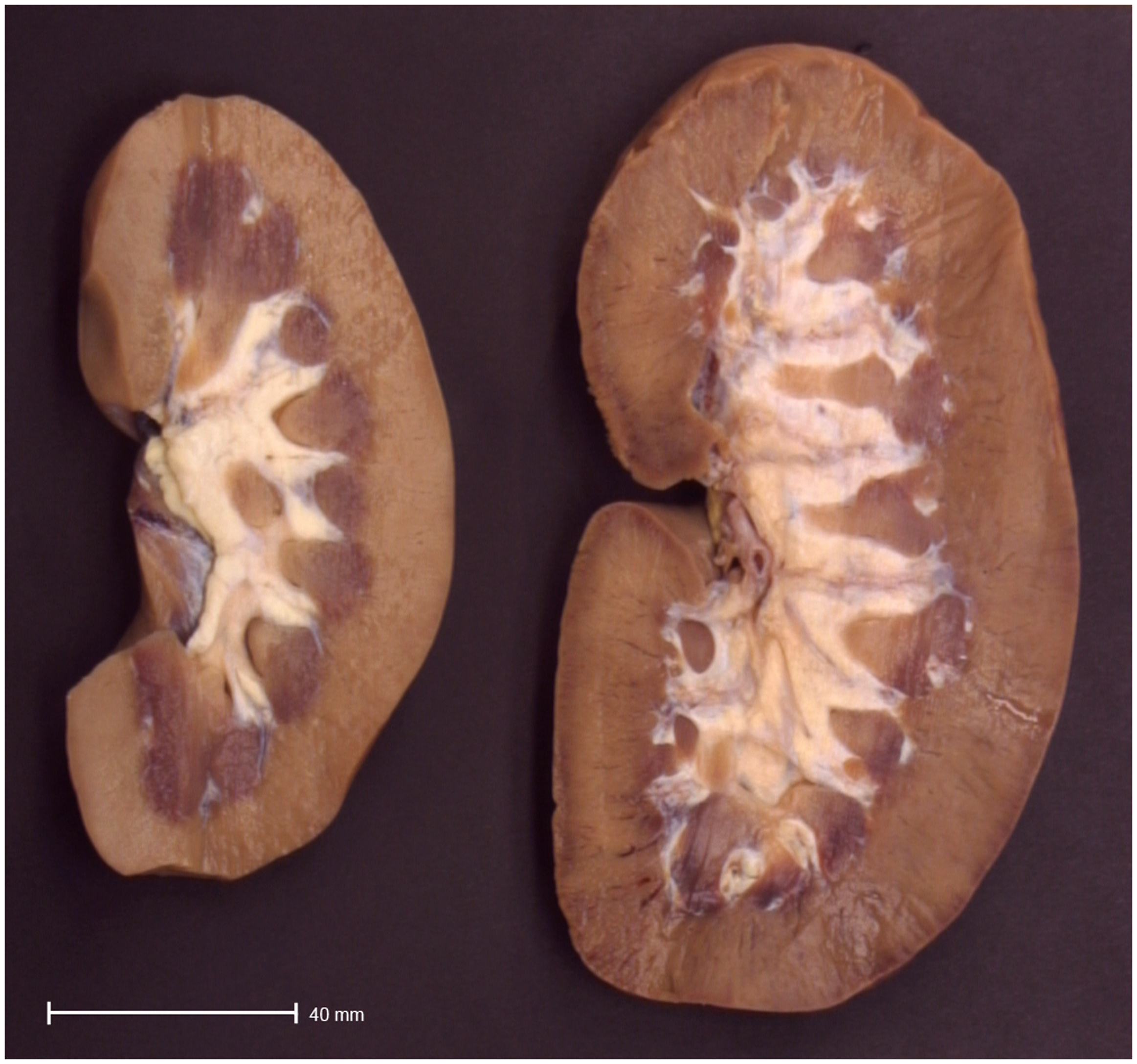

النمو التعويضي أحد أنواع اصلاح النمو الذي يستطيع أن يأخذ مكان أو حيز بين عدد من الأعضاء البشرية بعد تلف بعض الأعضاء، أو ازالتها، أو توقف وانقطاع وظائفها. بالإضافة إلى زيادة الطلب الوظيفي الذي استطاع تحفيز نمو الأنسجة والأعضاءز النمو سبب لزيادة حجم الخلية (التضخم التعويضي)، أو الزيادة في انقسام الخلية (التضخم التعويضي) أو الاثنان. مثلا، إذا كانت إحدى الكليتين أُزيلت جراحيا، الخلايا في الكلية الأخرى يحدث لها انقسامات بمعدل مرتفع. في النهاية، الكلية المتبقية تستطيع النمو حتى اقتراب كتلتها من كتلة الكليتين. إضافة إلى الكلى، النمو التعويضي يتميز بعدد من الانسجة والاعضاء منها:
-الغدد الكظرية
-العضلات
-الكبد
-الرئتين
-البنكرياس (خلايا البيتا، خلايا الاسينار).
-الغدة الثدية
-الطحال (حيث النخاع العظمي والنسيج اللمفاوي الذي يخضع للنمو التعويضي ويأخذ وظيفة الطحال اثناء اصابة الطحال).
-الخصيتين
-الغدة الدرقية
عدد كبير من عوامل النمو والهرمونات المشاركين مع النمو التعويضي أي ضمنه، ولكن الالية الدقيقة ليست مفهومة تماما واحتمالية التفاوت بين الاعضاء المختلفة. ومع ذلك، عوامل النمو الوعائي التي تتحكم بنمو الاوعية الدموية المهمة جدا لان الد\م يتدفق بشكل كبير مما يحدد اقصى حد لنمو الاعضاء.
النمو التعويضي من الممكن ان يشير إلى النمو المعجل بعد فترة من تباطؤ النمو، لا سيما نتيجة نقص العناصر الغذائية.